# عرفان ادلبي
عرفان عادلبي Irfan Adelbi (15 ديسمبر 1945) هو لاعب رماية أردني. شارك في منافسات الألعاب الأولمبية الصيفية عام 1984. حصل عادلبي على المركز 65 في حدث الأطباق المختلطة برصيد 149 نقطة.

## دورة لوس أنجلوس 1984
ترأس اللاعب الدولي السابق محمد جميل أبو الطيب الوفد الأردني في دورة لوس انجلوس 1984 التي أقيمت خلال الفترة 27/7 - 12/8 لعام مدينة لوس انجلوس، وترأس البعثة الرياضية مضر المجذوب، واقتصرت المشاركة على المبارزة والرماية وألعاب القوى، وضم الوفد كل من:
- المدربون عاطف عقلة (المبارزة)، ديتمار ويت (ألعاب القوى)، وخليف عياط (الرماية)
- اللاعبين:
  - مراد بركات (حامل العالم)
  - الرماية: حسام عبد الرحمن وعرفان ادلبي وعلي عواسة وزياد الفرخ وأيسر الحياري ومحمد الجبور ومحمد شوشي
  - المبارزة: ايمن جميعان
  - ألعاب القوى: رائدة بدر ومتعب فواعير وباسل الكيلاني وإسماعيل محمود وأمجد طوالبة.[3]